# Неспіш
Неспіш (біл. Неспіш, біл. тарашк. Несьпіш) — озеро в Браславському районі Вітебської області на півночі Білорусі. Розташоване за 4 км на схід від Браслава, поблизу села Рубіж. Належить до групи Браславських озер.
Озеро розташоване у басейні річки Друйка, яка протікає через озеро. Площа озера становить 4,26 км². Найбільша глибина озера — 6,3 м. Довжина — 4,13 км, найбільша ширина — 1,4 км. Довжина берегової лінії — 16,5 км. Об'єм води в озері складає 13,8 млн м³, площа водозбору озера — 781 км².
На озері є 15 островів загальною площею 0,31 км².
Неспіш сполучається річкою Друйка з озером Недрава та протокою з озером Войса. 
Біля озера проходить туристичний маршрут.